# Постникова Євдокія Миколаївна
Євдокія Миколаївна Постникова (14 березня 1906, село Андрівка Бердянського повіту Таврійської губернії, тепер Бердянського району Запорізької області — 5 травня 1991, Донецька область) — українська радянська діячка,  вчителька, директор Андрівської сільської школи Бердянського району Запорізької області. Депутат Верховної Ради СРСР 1—3-го скликань (1937—1954).

## Біографія
Народилася в родині сільського коваля. З 1914 року навчалася у сільській початковій школі. У 1915 році переїхала разом із родиною до села Покровського Катеринославської губернії, де продовжила навчання в гімназії, а потім у трудовій школі. У 1924 році закінчила 3-й курс педагогічного технікуму в місті Бердянську.
З 1925 року працювала вчителькою шкіл Гришинського (тепер — Покровського) району Донбасу, організовувала хати-читальні. У 1926 році була обрана відповідальним секретарем Гришинського районного комітету Спілки вчителів.
У 1931 році поступила на останній курс Харківського інституту народної освіти. Після закінчення інституту працювала вчителькою школи фабрично-заводського навчання Дніпробуду.
У 1933 році переїхала до села Андрівки Бердянського району. У 1934—1941 роках — вчителька української мови і літератури Андрівської (Андросовської) сільської школи Бердянського району Дніпропетровської (з січня 1939 року — Запорізької) області. З 1934 року також обиралася головою сільського суду.
Член ВКП(б) з 1939 року.
Під час німецько-радянської війни перебувала в евакуації у Казахській РСР, де з 1941 по 1944 рік працювала директором Талди-Курганської середньої школи. На початку 1944 року повернулася до села Андрівки.
З 1944 року — вчителька, директор Андрівської середньої школи Осипенківського (Бердянського) району Запорізької області.
У 1960-ті роки працювала вчителькою в Грузинській РСР, а потім в Кримській області.
Потім — на пенсії в Донецькій області.

## Нагороди
- орден Леніна
- орден «Знак Пошани»
- медалі
- заслужений вчитель школи Української РСР (17.02.1950)